# ياسوهارو كوراتا
ياسوهارو كوراتا (باليابانية: 倉田 安治) (1 فبراير 1963 في شيزوكا في اليابان – )؛ هو لاعب كرة قدم ياباني سابق كان يلعب كمدافع. سبق له أن لعب مع منتخب اليابان.

## وصلات خارجية
- ياسوهارو كوراتا على موقع الاتحاد الدولي (مؤرشف)  (الإنجليزية)
- ياسوهارو كوراتا على موقع قاعدة بيانات كرة القدم.إي يو (الإنجليزية)
- ياسوهارو كوراتا على موقع ناشيونال فوتبول تيمز (الإنجليزية)
- ياسوهارو كوراتا على موقع Soccerway.com (الإنجليزية)
- ياسوهارو كوراتا على موقع عالم كرة القدم.نت (الإنجليزية)
- National Football Teams
- Japan National Football Team Database